# Alag
Alag (Devanagari: अलग) ist ein Bollywood-Streifen aus dem Jahr 2006 unter der Regie von Ashu Trikha. Diya Mizra verkörpert in der weiblichen Hauptrolle Purva P. Rana, die den jungen Mann Tejas Rastogi, gespielt von Akshay Kapoor, nach dem Tod dessen Vaters betreuen soll.

## Handlung
Nach dem Tod seines Vaters Hemant Rastogi wird der junge Tejas in einem Keller gefunden. In diesem Keller wurde er seit Jahren von dem Mann versteckt gehalten, da Tejas keine Haare am Körper hat und er empfindlich auf Sonnenlicht reagiert. Ebenso kann er Elektroschocks austeilen. 
Der Junge wird vom Inspektor zu seiner Nichte Purva Rana gebracht, die ihn an ein normales Leben gewöhnen möchte. So geht er ab sofort zur Schule, um den Umgang mit anderen Menschen zu lernen. Dort trifft er auf den Wissenschaftler Richard Dyer, der seinen eigenen bösen Interessen folgt und in Teja nur ein Forschungsprojekt sieht.